# Megaselia comparabilis
Megaselia comparabilis är en tvåvingeart som beskrevs av Bridarolli 1951. Megaselia comparabilis ingår i släktet Megaselia och familjen puckelflugor. Inga underarter finns listade i Catalogue of Life.